# Roy Cruttenden
Roy Cruttenden (Arthur Roy Cruttenden; * 18. Februar 1925 in Brighton; † 3. Juni 2019 ebenda) war ein britischer Weitspringer.
1956 wurde er Neunter bei den Olympischen Spielen in Melbourne und 1958 für England startend Fünfter bei den British Empire and Commonwealth Games in Cardiff.
1956 und 1957 wurde er Englischer Meister. Seine persönliche Bestleistung von 7,58 m stellte er am 5. Dezember 1956 in Sydney auf.